# Bimöhlen
Bimöhlen là một đô thị ở huyện Segeberg, bang Schleswig-Holstein, Đức. Đô thị Bimöhlen có diện tích 17,23 km², dân số thời điểm ngày 31 tháng 12 năm 2006 là 904 người.